# Sharif Ali
Sharif Ali est le quatrième sultan de Brunei. Il règne de 1425 à sa mort en 1432.